# Silvius (Sohn des Aeneas)
Silvius (auch Postumius Silvius) war in der römischen Mythologie der Sohn des Aeneas und der Lavinia und zweiter König von Alba Longa. 
Sein Vater ist bei der Geburt entweder bereits sehr alt oder schon tot, so dass er die schwangere Lavinia nicht vor den Nachstellungen des Ascanius, des älteren Bruders des Silvius und Königs von Alba Longa, schützen kann. Lavinia flieht daher in die Wälder und gebiert dort den Silvius. Dessen Name leitet sich nach Diodor von silva, der lateinischen Bezeichnung für Wald(gebirge) ab, da Silvius in einem solchen geboren wurde und aufwuchs. Nach dem Tod des Iulus setzt sich Silvius in einer Volkswahl gegen Iulius, den Sohn des Ascanius, durch und wird zweiter König von Alba Longa. In einer anderen Überlieferung ist Silvius der Sohn des Iulus/Ascanius.
Er regiert 29 Jahre lang. Legt man die von Dionysios von Halikarnassos angegebenen Regierungszeiten mit einer Rückrechnung vom traditionellen Jahr der Gründung Roms zugrunde, so entspricht das den Jahren 1141 bis 1112 v. Chr.
Als sein Nachfolger wird in der antiken Literatur entweder sein Sohn Aeneas Silvius, oder – bei Ovid sowie der Origo gentis Romanae – Latinus Silvius angegeben.
Alle Könige von Alba Longa nach Silvius trugen „Silvius“ als Beinamen.